# András Bartay

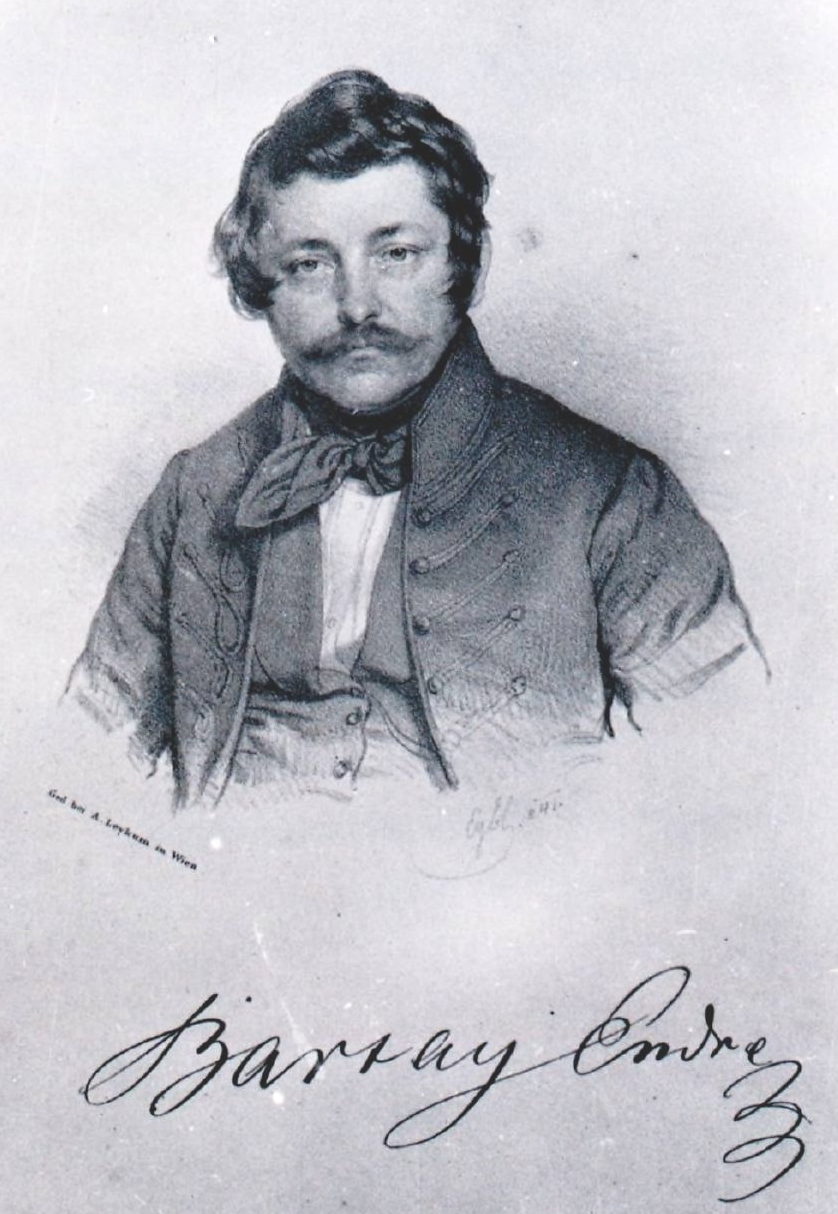
András Bartay

András Bartay [ˈɒndraːʃ ˈbɒrtɒi], auch Endre Bartay [ˈɛndrɛ ˈbɒrtɒi] (* 4. Juli 1799 in Széplak im Komitat Abaúj, Königreich Ungarn (heute Slowakei); † 4. Oktober 1854 in Mainz), war ein ungarischer Komponist.

## Leben
Bartay war von 1843 bis 1844 Direktor des ungarischen Nationaltheaters. Er lebte ab 1848 als Konzertdirigent in Paris und später auch in Hamburg. Er komponierte drei Opern, ein Melodram, ein Oratorium, Ballette und mehrere Messen.

## Werke
- Aurelia oder Das Weib am Konradstein, 1837
- Csel (Die List), 1839
- Die Ungarn in Neapel, 1847